# ドゥルーブ (航空機)
ドゥルーブ
インド陸軍のドゥルーブ
- 用途：汎用
- 分類：汎用ヘリコプター
- 製造者：ヒンドスタン航空機
- 運用者： インド（空軍/陸軍/海軍/沿岸警備隊）他
- 初飛行：1992年8月30日
- 生産数：335機
- 運用状況：現役
- サブタイプ：HAL ルドラ（武装ヘリコプター）

HAL ドゥルーブ (HAL Dhruv) は、インドのヒンドスタン航空機が製造する軍民両用の汎用ヘリコプター。インド特有の高山地帯での運用を想定した設計になっている。ドゥルーブとはサンスクリット語で北極星を意味する。

## 概要
1984年に西ドイツ（当時）のMBBの支援を受けてALH（Advanced Light Helicopter:発達型軽ヘリコプター）の名称で開発を開始。要求の変更や予算不足などで開発は難航したが、地上試験機による試運転は1991年4月に開始され、翌年8月30日に飛行試験機1号機が初飛行した。
機体は双発の軽ヘリコプターで、胴体後部には観音開きに開くドアを備える。機体構造は軽金属製サンドイッチ材料にケブラーと炭素繊維を組み合わせて作られた。4枚翅のローターはハブとブレードがガラス繊維と炭素繊維構造で、ブレードの先端には前縁のみに後退角が付けられている。
搭載エンジンは当初LHTEC T800の民間型CTS800だったが、1998年の核実験により対米関係が冷え切ったため量産機での採用を見送り、代わりにチュルボメカ TM 333を採用した。2007年からはフランスと共同開発したHAL/チュルボメカ シャクティを搭載するようになった。降着装置はスキッドと引き込み式車輪を選択でき、基本的には空/陸軍向けではスキッドが、海軍/民間向けでは引き込み式車輪が採用される。
軍用型は各種兵装を搭載可能で、胴体側面のハードポイントに空/陸軍向けでは対戦車ミサイルやロケット弾、海軍型では対艦ミサイルや対潜魚雷などを搭載できる。
2002年3月18日にインド沿岸警備隊が最初の機体を受領したのを皮切りに、2日後には陸軍が、3月28日には海軍が、さらにその2日後には空軍が次々と機体を受領し、現在配備が進められている。空軍では曲技飛行隊「サラン」の使用機ともなっている。民間でもドクターヘリなどの用途で使用されている。
派生型として武装型のルドラが存在する他、現在本機をベースとした軽戦闘ヘリコプターが開発中である。

## 事件・事故
2025年1月5日、インド沿岸警備隊のドゥルーブMk3が定期訓練中に墜落し乗員3名全員が死亡した。これを受け、HALは軍・官・民すべてのユーザーに原因特定までの間運航を停止するよう勧告している。原因調査は長期に及んでおり、飛行再開は少なくとも2025年半ばになるとみられている。陸・空軍のMk1、2、4は2025年5月1日に飛行再開が許可された。

## 採用国（軍用）

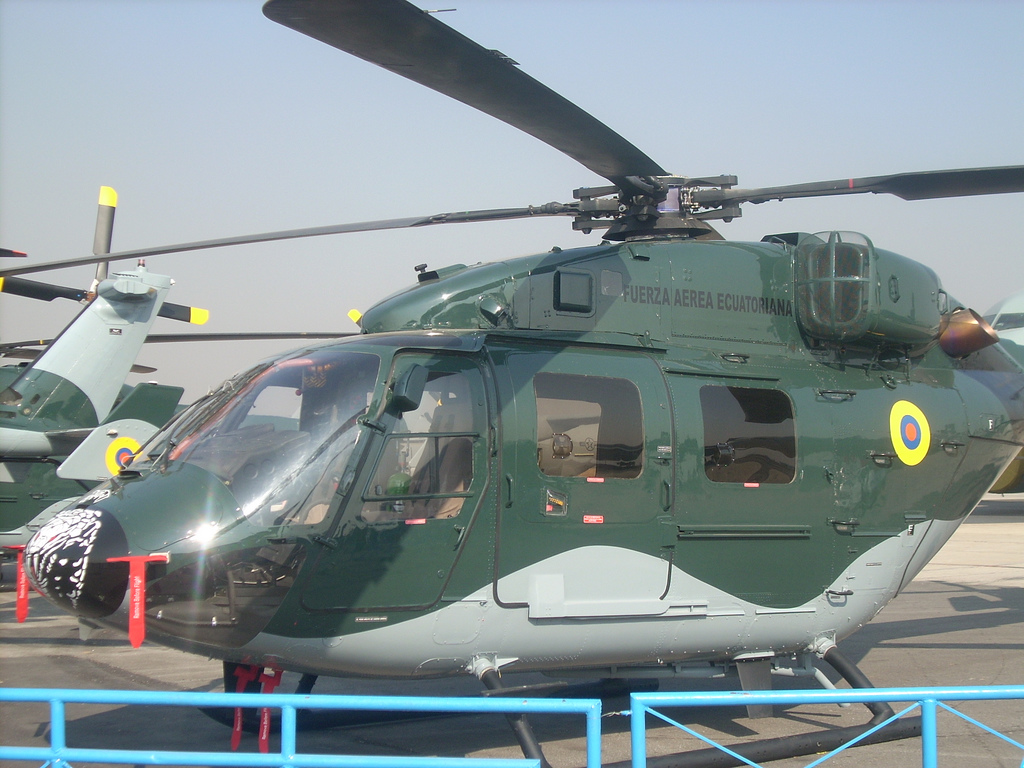
エクアドル空軍のドゥルーブ

- インド - 2024年時点で、陸軍が78機、海軍が26機（10機のMk1と16機のMk3）、空軍が60機、沿岸警備隊が20機（4機のMk1と16機のMk3）、国境警備隊が6機を保有[3]。
- エクアドル - 退役済み[4]。
- イスラエル - 国防省が1機をリース。
- モルディブ
- モーリシャス
- ネパール - 2023年時点で、ネパール軍航空隊が2機を保有している[5]。
- スリナム
- ミャンマー

## 諸元
- 乗員：2名

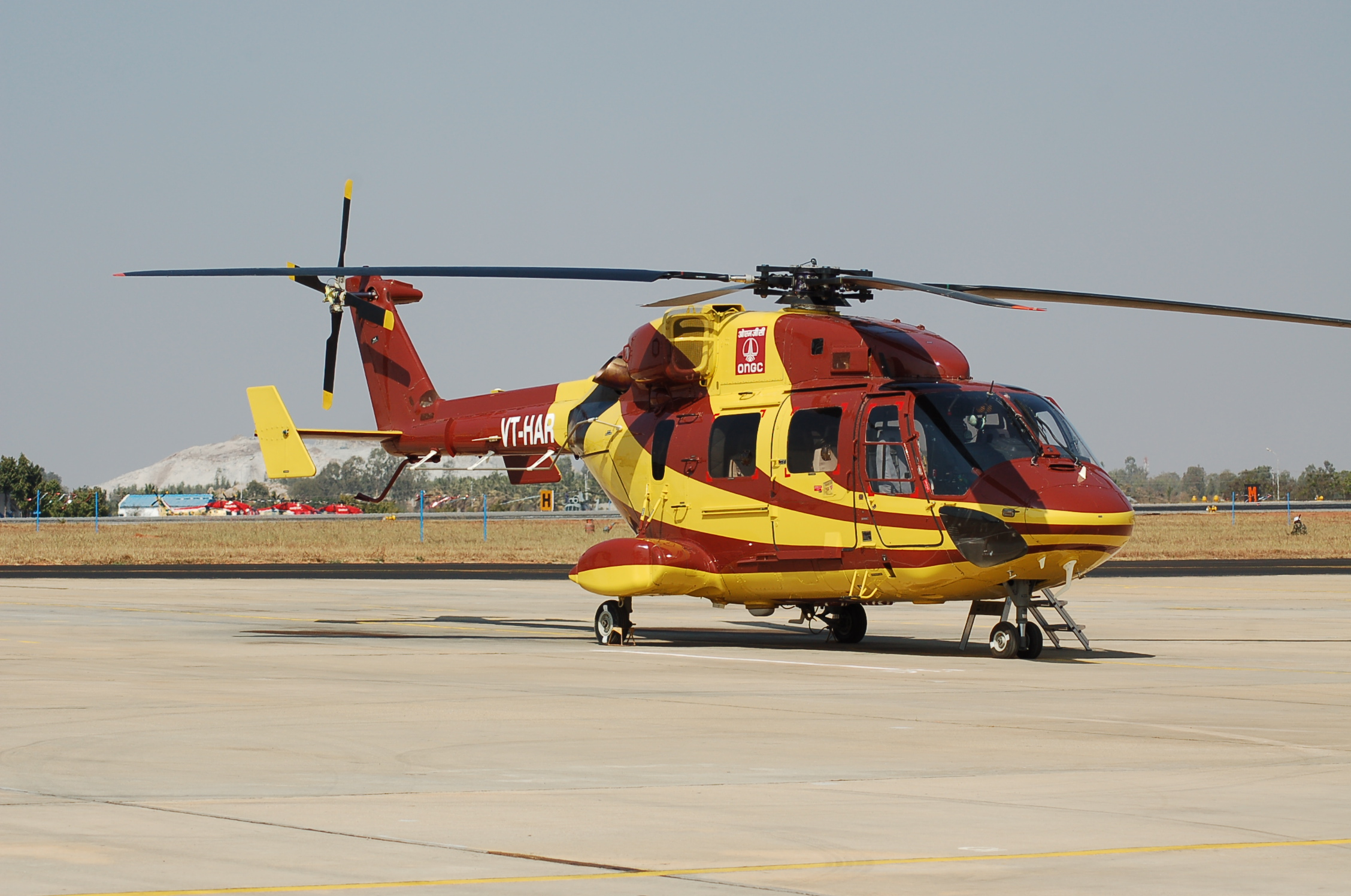
民間仕様のドゥルーブ
引き込み式車輪を装備している

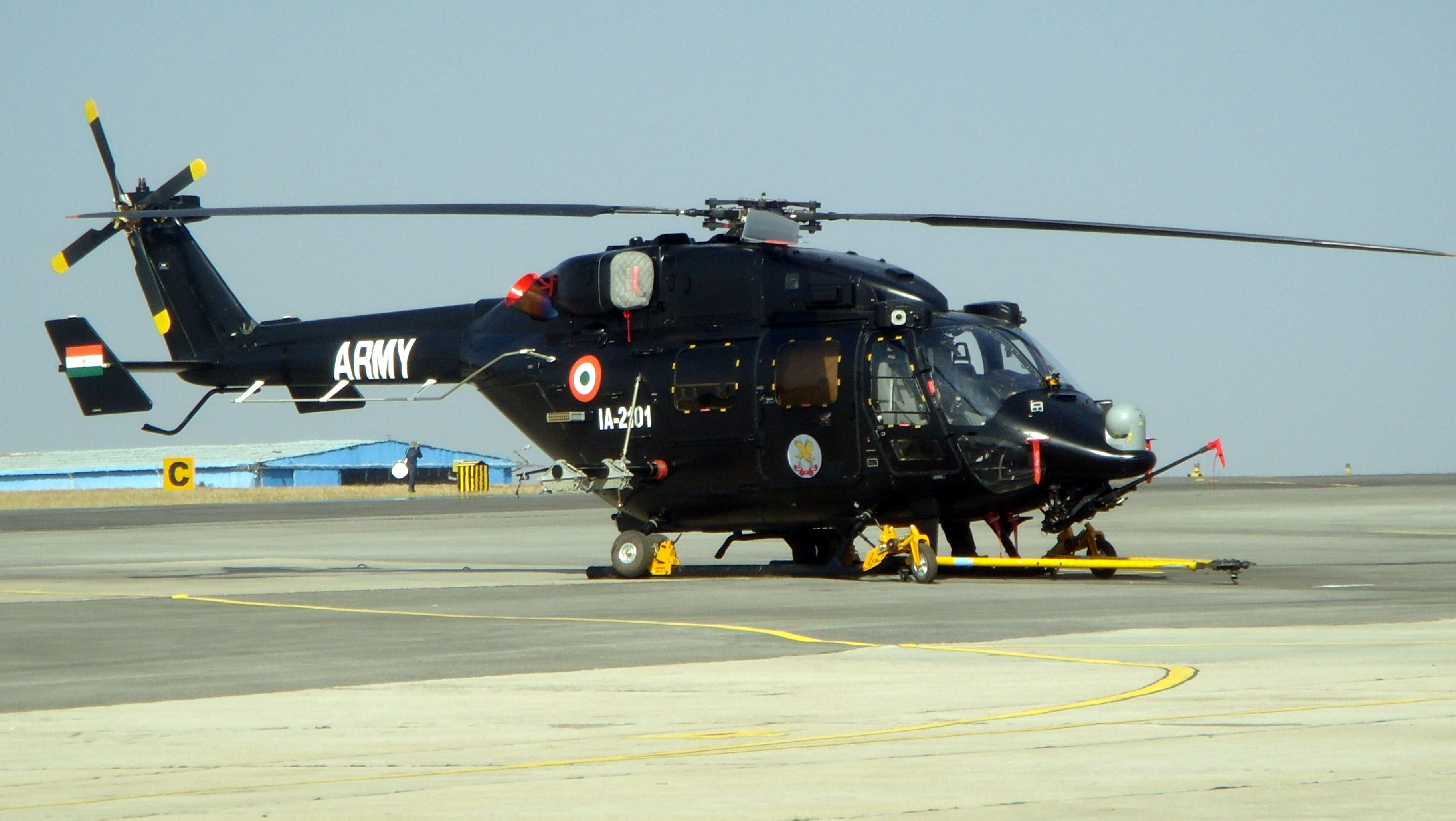
武装ヘリコプター仕様のルドラ

- 全長：15.87 m（メインローター回転時）
- メインローター直径：13.20 m
- 全高：4.98 m（メインローター回転時）
- 空虚重量：2,450 kg
- 最大離陸重量：4,000 kg
- エンジン：チュルボメカ TM 333-2B2(825 kW) またはHAL/チュルボメカ シャクティ(1,000 kW) ターボシャフトエンジン × 2
- 最大速度：290 km/h（海面高度）
- 巡行速度：245 km/h（最適高度）
- 航続距離：400 km（ペイロード700 kg積載時）
- 実用上昇限度：6,000 m
- ホバリング限界高度：3,000 m以上（地面効果内）
- ペイロード：人員14名、または1,500 kgまでの貨物を吊り下げ可能